# Wand of Abaris
Wand of Abaris es el título del cuarto sencillo de la banda sueca de metal sinfónico Therion del CD Gothic Kabbalah.

## Canciones
1. "The Wand of Abaris" (Christofer Johnsson, Kristian Niemann) – 5:52
2. "Path to Arcady" (K. Niemann, Petter Karlsson) – 3:55
3. "TOF – The Trinity" (K. Niemann, Mats Levén, P. Karlsson) – 6:18

## Credits
Ver: Gothic Kabbalah.
- Datos: Q5647840